# Nancy Faeser
Nancy Faeser (Bad Soden, 13 luglio 1970) è una politica e avvocata tedesca, membro del Partito socialdemocratico (SPD).
Dall’8 dicembre 2021 al 6 maggio 2025 ha ricoperto la carica di ministra dell'interno e della comunità nel governo Scholz, diventando anche la prima donna a rivestire l'incarico.
In precedenza è stata membro del parlamento statale dell'Assia dal 2003 al 2021.

## Biografia
Faeser è cresciuta a Schwalbach am Taunus, città in cui vive. Dopo essersi diplomata al liceo nel 1990 alla Albert Einstein School di Schwalbach am Taunus, ha studiato giurisprudenza all'Università Johann Wolfgang Goethe di Francoforte sul Meno. Nel 1996 ha completato gli studi con il primo esame di Stato.
Dal 1996 al 1998 ha lavorato presso la facoltà di Diritto Pubblico, Filosofia del Diritto e Diritto Comparato di Günter Frankenberg a Francoforte. Dopo il suo incarico di avvocata nel distretto del Tribunale regionale superiore di Francoforte sul Meno, ha superato il suo secondo esame di Stato nel 2000 e ha lavorato come avvocata fino alla sua nomina a ministro federale del 2021.
È sposata con l'avvocato Eyke Grüning dal 2012 e ha un figlio.

### Carriera politica

#### Parlamento statale dell'Assia
Ha aderito al Partito Socialdemocratico (SPD) nel 1988.
In parlamento, è stata membro della commissione giuridica (2003–2009), della commissione per l'elezione dei giudici (2003–2013), della commissione per gli affari economici, l'energia e i trasporti (2014–2018) e della commissione sugli affari interni (dal 2009). Nel 2009 è stata portavoce del suo gruppo parlamentare per gli affari interni.
Nelle elezioni statali dell'Assia del 2013, è stata nominata ministra ombra per gli affari interni nella squadra elettorale del candidato dell'SPD Thorsten Schäfer-Gümbel. Nel 2019 è stata eletta presidente del suo gruppo parlamentare.

#### Ministra federale dell'interno e della comunità
Ha fatto parte della delegazione del suo partito nel gruppo di lavoro migrazione e integrazione, co-presieduto da Boris Pistorius, Luise Amtsberg e Joachim Stamp, durante i negoziati per formare una coalizione tra SPD, del Partito dei Verdi e dei Partito Liberale Democratico (FDP), dopo le elezioni federali del 2021.
Dopo l'accordo di coalizione, il 6 dicembre 2021, è stato nominata ministra dell'interno della comunità nel gabinetto Scholz, prima donna ad assumere la guida del dicastero. Nella sua qualità di ministra, partecipa anche alle riunioni della Ständige Konferenz der Innenminister und -senatoren der Länder (IMK).
È stata nominata delegata al 17º Bundesversammlung (Assemblea federale) dal suo partito allo scopo di eleggere il Presidente federale della Germania nel voto del 2022, che ha riconfermato nell'incarico Frank-Walter Steinmeier.
Nel suo primo anno in carica, ha esteso di sei mesi i controlli di frontiera ai valichi dall'Austria dopo un aumento del numero di migranti in arrivo attraverso la rotta dei Balcani occidentali.
Nel settembre 2022, il Ministero dell'Interno ha chiuso il "Gruppo di esperti sull'islamismo politico" istituito dal suo predecessore, Horst Seehofer. Nell'ottobre 2022 ha espresso preoccupazione per l'aumento del numero di migranti che entrano in Europa attraverso la rotta balcanica.
Prima della mondiale di calcio di Qatar 2022 in un'intervista all'emittente ARD in merito all'assegnazione dell'evento al Paese arabo, ha sottolineato come l'assegnazione dei principali eventi sportivi dovrebbe essere collegata al rispetto dei diritti umani e dei principi di sostenibilità, affermando: "Ci sono criteri che devono essere rispettati e sarebbe meglio che i tornei non fossero assegnati a tali stati". In risposta, il Consiglio di cooperazione del Golfo ha condannato le osservazioni e il Qatar ha convocato l'ambasciatore tedesco per protestare contro i suoi commenti.
Il 23 novembre 2022, nel corso del mondiale di calcio di Qatar 2022 ha assistito in tribuna alla partita Germania-Giappone al fianco del presidente della FIFA, Gianni Infantino, indossando la fascia della campagna "One Love", in solidarietà contro le discriminazioni della comunità LGBTQ+, che la FIFA ha vietato di indossare ai calciatori con minacce di sanzioni.